# 2007 au Yukon
Chronologie du Yukon
- 2003
- 2004
- 2005
- 2006
- 2007
- 2008
- 2009
- 2010
- 2011

Cette page concerne des événements d'actualité qui se sont produits durant l'année 2007 dans le territoire canadien du Yukon.

## Politique
- Premier ministre : Dennis Fentie (Parti du Yukon)
- Chef de l'Opposition officielle : Arthur Mitchell (Parti libéral)
- Commissaire : Geraldine Van Bibber
- Législature : 32e (en)

## Événements
- Après 25 ans de fermeture, le chemin de fer de Carcross (en) est rouvert.
- Fondation de l'École des arts visuels du Yukon (en).
- Le gouvernement Fentie adopte la Journée de la francophonie yukonnaise qui sera proclame chaque année le 15 mai[1].
- Du 23 février au 11 mars : Les premières Jeux d'hiver du Canada au Yukon se déroulent à Whitehorse.
- 15 mars : Fermeture du Teslin Water Aerodrome (en).

## Décès
- 24 juillet : Hubert Patrick O'Connor, évêque du diocèse de Whitehorse (º 17 février 1928)
- 24 août : Robbie Benoit (en), poète et écrivain